# Шанблон
Шанблон (фр. Chamblon) — громада  в Швейцарії в кантоні Во, округ Юра-Нор-Водуа.

## Географія
Громада розташована на відстані близько 70 км на захід від Берна, 28 км на північ від Лозанни.
Шанблон має площу 2,9 км², з яких на 24,5% дозволяється будівництво (житлове та будівництво доріг), 50% використовуються в сільськогосподарських цілях, 23,1% зайнято лісами, 2,4% не є продуктивними (річки, льодовики або гори).

## Демографія
2019 року в громаді мешкало 539 осіб (-4,6% порівняно з 2010 роком), іноземців було 12,8%. Густота населення становила 188 осіб/км².
За віковим діапазоном населення розподілялося таким чином: 16,9% — особи молодші 20 років, 65,1% — особи у віці 20—64 років, 18% — особи у віці 65 років та старші. Було 229 помешкань (у середньому 2,3 особи в помешканні).